# Tarp, Schleswig-Flensburg
Tarp là một đô thị thuộc huyện Schleswig-Flensburg, trong bang Schleswig-Holstein, nước Đức. Đô thị Tarp, Schleswig-Flensburg có diện tích 16,36 km², dân số thời điểm 31 tháng 12 năm 2006 là 5566 người. Tarp có khoảng cách khoảngt 18 km về phía nam của Flensburg.